# Nilgiritar leśny
Nilgiritar leśny (Nilgiritragus hylocrius) – gatunek ssaka z rodziny wołowatych, jedyny przedstawiciel rodzaju nilgiritar, endemiczny dla terenu południowych Indii. Zamieszkuje Ghaty Zachodnie, w indyjskich stanach Kerala i Tamilnadu. Międzynarodowa Unia Ochrony Przyrody umieściła gatunek w Czerwonej księdze gatunków zagrożonych oznaczając go akronimem EN – gatunek zagrożony. 

## Systematyka
Nilgiritragus hylocrius jest gatunkiem ssaka z rodziny wołowatych. Lokowany jest w podrodzinie koziorożców. Zoolodzy – jedynie na podstawie badań morfologicznych – lokowali gatunek w obrębie rodzaju Hemitragus (tar) jako Hemitragus hylocrius. W 2005 roku Anne Ropiquet i Alexandre Hassanin – na podstawie badań filogenetycznych – wykazali, że H. hylocrius jest gatunkiem pokrewnym do Ovis (owce). W konsekwencji naukowcy zaproponowali wyodrębnienie H. hylocrius do monofiletycznego rodzaju Nilgiritragus jako Nilgiritragus hylocrius. 
W wydanej przez Muzeum i Instytut Zoologii Polskiej Akademii Nauk publikacji „Polskie nazewnictwo ssaków świata” (2015) rodzajowi nadano oznaczenie nilgiritar, a gatunkowi Nilgiritragus hylocrius – nilgiritar leśny.

## Budowa ciała
Samce nilgiritara leśnego osiągają masę ciała około 100 kg – przy wzroście do 150 cm, a samice około 50 kg – przy wzroście do 110 cm. Tak silny przejaw dymorfizmu płciowego uwypukla się wraz z wiekiem. Po przekroczeniu drugiego roku życia masa ciała samic pozostaje na docelowym poziomie, zaś masa samców rośnie aż do około piątego roku życia.

## Tryb życia
Po ciąży trwającej 180 dni samice rodzą zwykle jedno młode. Dzieci dojrzewają powoli i dojrzałość płciową osiągają po około 3 latach. Na wolności nilgiritar leśny może żyć przez 9 lat.

## Ekologia
Nilgiritary leśne są roślinożerne. Żerują we wczesnych godzinach porannych i późnym popołudniem. Podstawę ich diety stanowią trawy (ok.64%) i zioła (15%), a uzupełniają ją części krzewów
Nilgiritary leśne zasiedlają stoki gór na wysokości pomiędzy 1200 a 2600 m n.p.m. Zajmują skaliste tereny pokryte trawą. Funkcjonują na otwartym terenie.

## Zagrożenia
Liczebność populacji szacuje się na około 1800-2000 dorosłych osobników. Nilgiritar leśny występuje wyłącznie na terenach południowych Indii. Zamieszkuje Ghaty Zachodnie, w indyjskich stanach Kerala i Tamilnadu. Międzynarodowa Unia Ochrony Przyrody umieściła gatunek w Czerwonej księdze gatunków zagrożonych oznaczając go akronimem EN – gatunek zagrożony.